# Hervé III de Léon (seigneur de Léon)
Pour les articles homonymes, voir Hervé de Léon.
Hervé III de Léon est le fils d'Hervé II de Léon et d'Anne d'Hennebont. Il fut à la tête de la seigneurie de Léon.

## Biographie
Seigneur de Léon, son fief est le château de La Roche-Maurice.
Marié avec Marguerite de Châteauneuf (fille cadette d'Hugues IV de Châteauneuf, seigneur de Châteauneuf-en-Thymerais, et d'Éléonore de Dreux), qui hérite à la mort de son frère aîné d'un tiers des seigneuries de Châteauneuf, avec les châteaux de Châteauneuf et de Senonches. Il est aussi seigneur de Noyon-sur-Andelle. Il meurt en 1240, mais le jour n'est pas précisé dans le nécrologe de l'abbaye Notre-Dame de Daoulas où il est inhumé. Il est le père d'Hervé IV de Léon.